# Андреас Кепке
Андреас „Анди” Кепке (Кил, 12. март 1962) је бивши немачки фудбалски голман. Био је дугогодишњи немачки репрезентативац.
Кепке је био део екипе која је освојила СП 1990., као и оне која је наступала на СП 1994., али није играо ни минут. Тадашњи изборници су преферирали Бода Илгнера. Кепке је своју шансу добио касније.
Изабран је као најбољи играч у Немачкој 1993. Одиграо је једну од најважнијих улога на ЕП 1996, одбранивши Саутгејту једанаестерац у полуфиналу, те тако осигурао финале својој репрезентацији. Због те интервенције је у избору ФИФА-е освојио награду најбољег голмана године. Такође је био „број 1“ на голу немачке рерпрезентације на Светском првенству 1998. Тада је у четвртфиналу примио 3 гола од Хрвата.
Пре СП-а 1998. изјавио је да ће се пензионисати после тог такмичења. И заиста, остао је при својој одлуци, те тако отворио место још једном изврсном голману, Оливеру Кану. Андреас је укупно наступио 59 пута за немачку репрезентацију.
Кепке је почео и завршио своју каријеру у Нирнбергу, а још је наступао за Олимпик Марсељ и Ајнтрахт Франкфурт. Тренутно је тренер голмана у немачкој репрезентацији.

## Титуле
Тимске
- Светско првенство у фудбалу 1990.
- Европско првенство у фудбалу 1996.
- Бундеслига 2

Индивидуалне
- Најбољи европски голман: 1991.
- Најбољи играч Немачке: 1993.
- ИФФХС најбољи голман на свету: 1996.